# Aïn Sebaâ
 (décembre 2011).
Si vous disposez d'ouvrages ou d'articles de référence ou si vous connaissez des sites web de qualité traitant du thème abordé ici, merci de compléter l'article en donnant les références utiles à sa vérifiabilité et en les liant à la section « Notes et références ».

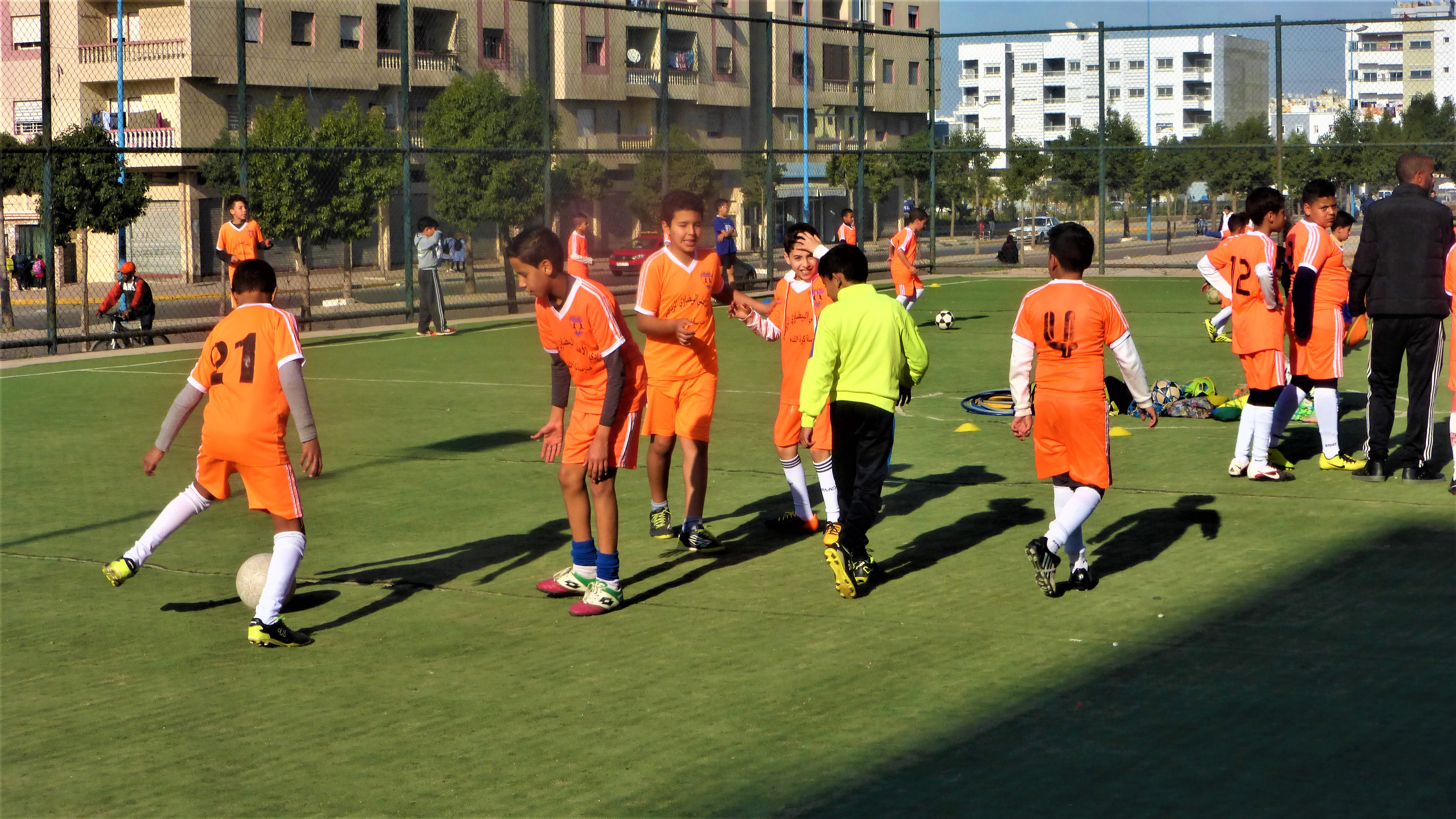
Jeunes footballeurs à Aïn Sebaâ.

Aïn Sebaâ (ar) عين السبع est un des 16 arrondissements de la Commune de Casablanca. Il fait partie de la préfecture d'Aïn Sebaâ-Hay Mohammadi.
« Aïn Sebaâ » signifie en arabe « source du Lion » (Aïn a ici le sens de source et non d'œil). On trouve une source entourée de statues de lions car le parc zoologique de Aïn Sebaâ y est proche et l'enclos le plus populaire est celui des lions. Ce zoo a plus de 40 ans. 
C'est dans ce quartier que se trouve le siège de la télévision marocaine 2M.
Grand carrefour de voies ferrées et de routes (gare d'Aïn Sebaâ), bien adossé au port de Casablanca et regardant vers celui de Mohammédia, il est considéré comme le noyau de l'industrie marocaine.